# سان فرانسيسكو
سان فرانسيسكو (بالإنجليزية: San Francisco)‏ بشكل رسمي مدينة ومقاطعة سان فرانسيسكو في ولاية كاليفورنيا الأمريكية والمعروفة بالعامية باسم إس إف، سان فران، فريسكو، المدينة (The City)، هي المركز الثقافي والتجاري والمالي لشمال كاليفورنيا. سان فرانسيسكو هي المدينة رقم 15 من حيث عدد السكان في الولايات المتحدة، والرابعة في ولاية كاليفورنيا، إذ بلغ عدد سكانها 883,305 نسمة عام 2018. تغطي مساحة تبلغ نحو 46,89 ميل مربع (121,4 كيلومتر مربع)، معظمها في الطرف الشمالي من شبه جزيرة سان فرانسيسكو في منطقة خليج سان فرانسيسكو، ما يجعلها ثاني أكبر مدينة أمريكية كبيرة من حيث الكثافة السكانية، وخامس مقاطعة أمريكية كثافةً سكانية، بعد أربعة فقط من أقاليم مدينة نيويورك الخمسة. تأتي سان فرانسيسكو في المرتبة الثانية عشر كأكبر منطقة حضرية إحصائية في الولايات المتحدة من حيث عدد السكان، إذ يبلغ عدد سكانها 4,7 مليون نسمة، ورابع أكبر منطقة من حيث الناتج الاقتصادي، حيث بلغ الناتج المحلي الإجمالي 549 مليار دولار في عام 2018. مع سان خوسيه، فإنها تشكل خامس أكبر المناطق الإحصائية المشتركة من حيث عدد السكان في الولايات المتحدة، وهي المنطقة الإحصائية المُجمّعة في كاليفورنيا المكونة من سان خوسيه - سان فرانسيسكو - أوكلاند (9.67 مليون نسمة في عام 2018).
منذ عام 2018، كانت سان فرانسيسكو سابع مقاطعة من حيث الدخل المرتفع في الولايات المتحدة، فقد بلغ الدخل الفردي للشخص الواحد 130,696 دولارًا. في نفس العام، بلغ الناتج المحلي الإجمالي لسان فرانسيسكو 183.2 مليار دولار، ونصيب الفرد من الناتج المحلي الإجمالي 207,371 دولار. كانت أسهم المنطقة الإحصائية المشتركة لسان فرانسيسكو مع سان خوسيه وأوكلاند ثالث أكبر اقتصاد حضري في البلاد منذ عام 2018، إذ بلغ الناتج المحلي الإجمالي 1.03 تريليون دولار. من بين أكثر من 500 منطقة إحصائية أولية في الولايات المتحدة، امتلك هذا المجال الإحصائي المشترك واحدًا من أعلى نسب نصيب الفرد من الناتج المحلي الإجمالي في عام 2018، حيث بلغ 106,757 دولارًا. احتلت سان فرانسيسكو المرتبة الثانية عشرة في العالم والمرتبة الثانية في الولايات المتحدة على مؤشر المراكز المالية العالمية من سبتمبر 2019. واعتبارًا من عام 2016، كانت منطقة سان فرانسيسكو الحضرية تتمتع بأعلى نصيب للفرد من الناتج المحلي الإجمالي، وإنتاجية العمل، ومستويات دخل الأسر المعيشي في منظمة التعاون الاقتصادي والتنمية.
تأسست سان فرانسيسكو في 29 يونيو 1776، عندما أسس المستعمرون من إسبانيا حصن سان فرانسيسكو عند مضيق البوابة الذهبية وفندق إرساليات سان فرانسيسكو الدينية على بعد بضعة أميال، وكلها سميت باسم القديس فرنسيس الأسيزي. جلبت حُمى ذهب كاليفورنيا في عام 1849 نموًا سريعًا، ما جعلها أكبر مدينة في الساحل الغربي في ذلك الوقت. أصبحت سان فرانسيسكو مقاطعة-مدينة موحدة في عام 1856. بلغت مكانة سان فرانسيسكو بصفتها أكبر مدينة في الساحل الغربي ذروتها بين عامي 1870 و1900، عندما كان نحو 25% من سكان كاليفورنيا يقيمون في المدينة نفسها. بعد أن دُمّر ثلاثة أرباع المدينة من جراء زلزال ونيران عام 1906، أعيد بناء سان فرانسيسكو بسرعة، واستضافت معرض بنما والمحيط الهادئ الدولي بعد ذلك بتسع سنوات. في الحرب العالمية الثانية، كانت سان فرانسيسكو ميناء ركوب رئيسيًا لأفراد الخدمة الذين يبحرون إلى مسرح الحرب في المحيط الهادئ. ثم أصبحت مكان إنشاء الأمم المتحدة في عام 1945. بعد الحرب، أدى تجمع الجنود العائدين، والهجرة الكبيرة، والمواقف المتحررة، إلى جانب ظهور ثقافة «الهيبي» (hippie) المضادة، والثورة الجنسية، وحركة السلام المتنامية من معارضة مشاركة الولايات المتحدة في حرب فيتنام، وغير ذلك من العوامل التي أدت إلى صيف الحب وحركة حقوق المثليين، الأمر الذي عزز وجود سان فرانسيسكو كمركز للنشاط الليبرالي في الولايات المتحدة. من الناحية السياسية، تُصوّت المدينة بقوة لأسس الحزب الديمقراطي الليبرالية.
تشتهر سان فرانسيسكو، وهي مقصد سياحي مشهور، بصيفها البارد، والضباب، والتلال شديدة الانحدار، والمزيج الانتقائي من الهندسة المعمارية، والمعالم، بما فيها جسر البوابة الذهبية، والعربات الكهربائية، وإصلاحية ألكتراز الفيدرالية السابقة، ومرسى الصيادين، ومنطقة الحي الصيني التابعة لها. سان فرانسيسكو هي أيضًا مقر رئيسي لخمس مؤسسات مصرفية كبرى والعديد من الشركات الأخرى مثل ليفي شتراوس وشركائه، غاب إنك، فيتبيت، سيلز فورس دوت كوم، دروبوكس، ريديت، سكوير، دولبي، إير بي إن بي، ويبلي، شركة باسيفيك للغاز والكهرباء، يلب، بنترست، تويتر، أوبر، لايفت، موزيلا، مؤسسة ويكيميديا، وكريجزليست. تعد المدينة ومنطقة الخليج المحيطة بها، مركزًا عالميًا للعلوم والفنون وتضم عددًا من المؤسسات التعليمية والثقافية مثل جامعة سان فرانسيسكو، جامعة كاليفورنيا في سان فرانسيسكو ، جامعة ولاية سان فرانسيسكو، متحف دي يونغ، متحف سان فرانسيسكو للفن الحديث، مركز SFJAZZ، وأكاديمية كاليفورنيا للعلوم. في 2019 كانت سان فرانسيسكو المدينة الأمريكية الأعلى تصنيفًا في تصنيفات قابلية العيش في العالم.

## اقتصاد
وفقًا للأكاديمي روب ويلسون، تعتبر سان فرانسيسكو مدينة عالمية، وهي المكانة التي سبقت شعبية المدينة خلال فترة حمى ذهب كاليفورنيا. تتميز هذه المدن بتكتلاتها العرقية، وشبكة الاتصال الدولية، وتقارب الابتكار التكنولوجي. تعتبر المدن العالمية، مثل سان فرانسيسكو، معقدة وتتطلب مستوى عاليًا من المواهب بالإضافة إلى أعداد كبيرة من العمال ذوي الأجور المنخفضة. ينشأ انقسام داخل مدينة الأعراق المختلفة، إذ تنقسم عادةً إلى أحياء للطبقات الدنيا، وأحياء مرتفعة التكاليف التي تحتوي على مبان حديثة التطوير. وهذا بدوره يخلق مجموعة من الأفراد المتعلمين تعليمًا عاليًا، ذوي الياقات البيضاء، بالإضافة إلى العمال ذوي الياقات الزرقاء، حيث يكون كثير منهم مهاجرين، وكلّ منهم ينجذب إلى الفرص المتاحة المتزايدة. التنافس على هذه الفرص يدفع النمو والتكيف في المراكز العالمية.
تتمتع سان فرانسيسكو باقتصاد خدمي متنوع، مع توزع العمالة على مجموعة واسعة من الخدمات المهنية، بما في ذلك الخدمات المالية والسياحة والتكنولوجيا العالية (بشكل متزايد). في عام 2016، كان ما يقارب 27% من العاملين يعملون في خدمات الأعمال المهنية؛ 14% في الترفيه والضيافة؛ 13% في الخدمات الحكومية؛ 12% في التعليم والرعاية الصحية؛ 11% في التجارة والنقل والمرافق العامة؛ و8% في الأنشطة المالية. في عام 2017، نما الناتج المحلي الإجمالي في منطقة سان فرانسيسكو الحضرية ذات المقاطعات الخمس بنسبة 3.4% إلى 501 مليار دولار. بالإضافة إلى ذلك، في عام 2017، بلغ مجمل الناتج المحلي الإجمالي لمنطقة سان خوسيه سان فرانسيسكو-أوكلاند الإحصائية المشتركة التي تضم 14 محافظة، 907 مليار دولار، لتحتل المرتبة الثالثة بين بلدان المناطق الإحصائية المشتركة، وتتفوق على الجميع باستثناء 16 بلدًا. بدءًا من عام 2017، كانت مقاطعة سان فرانسيسكو السابعة من حيث الدخل الأعلى في الولايات المتحدة (من بين 3,142)، مع دخل فردي للشخص الواحد 119,868 دولار. إن مقاطعة مارين، الموجودة مباشرة في الشمال عبر جسر البوابة الذهبية، ومقاطعة سان ماتيو، مباشرة في الجنوب في شبه الجزيرة، كانتا المقاطعتين الخامسة والتاسعة من حيث الدخل الأعلى على التوالي.
حوّل إرث حمى ذهب كاليفورنيا سان فرانسيسكو إلى المركز المصرفي والمالي الرئيسي للساحل الغربي في أوائل القرن العشرين. أصبح شارع مونتغمري في الحي المالي يُعرف باسم «وول ستريت الغرب»، مقر بنك الاحتياطي الفيدرالي في سان فرانسيسكو، ومقر شركة ولز فارغو، وموقع بورصة ساحل المحيط الهادئ الواقفة عن العمل الآن. تأسس بنك أمريكا، الرائد في جعل الخدمات المصرفية في متناول الطبقة الوسطى، في سان فرانسيسكو، وفي ستينيات القرن الماضي، بنى ناطحة سحاب حديثة مميزة في 555 شارع كاليفورنيا من أجل مقر شركته الرئيسي. يوجد العديد من المؤسسات المالية الكبيرة، والبنوك متعددة الجنسيات، وشركات رأس المال الاستثماري في أو تملك مقر إقليمي في المدينة. مع وجود أكثر من 30 مؤسسة مالية دولية، وست شركات Fortune 500، وبنية تحتية داعمة كبيرة للخدمات المهنية -بما في ذلك القانون والعلاقات العامة والهندسة المعمارية والتصميم -تم تصنيف مدينة سان فرانسيسكو كمدينة عالمية (ألفا-). حسب مؤشر المراكز المالية العالمية لعام 2017 احتلت سان فرانسيسكو المركز السادس بين أكثر المراكز المالية قدرة على المنافسة في العالم.
منذ التسعينيات، تنوع اقتصاد سان فرانسيسكو بعيدًا عن التمويل والسياحة باتجاه مجالات التكنولوجيا المتقدمة والتكنولوجيا الحيوية والأبحاث الطبية. شكلت وظائف التكنولوجيا 1% فقط من اقتصاد سان فرانسيسكو في عام 1990، ونمت إلى 4% في عام 2010 وما يقدر بنحو 8% بحلول نهاية عام 2013. أصبحت سان فرانسيسكو مركزًا لشركات الإنترنت الناشئة خلال فقاعة الإنترنت في التسعينيات وما تلاها من ازدهار وسائل التواصل الاجتماعي في أواخر العقد الأول من القرن الحادي والعشرين. منذ عام 2010، جذبت مدينة سان فرانسيسكو ذاتها حصة متزايدة من استثمارات رأس المال الاستثماري بالمقارنة مع سيليكون فالي القريب، وجذبت 423 تمويلًا بقيمة 4,58 مليار دولار أمريكي في عام 2013. في عام 2004، وافقت المدينة على إعفاء من ضريبة الرواتب لشركات التكنولوجيا الحيوية لتعزيز النمو في حي ميشين باي، وهو موقع لحرم جامعي ثانٍ ومستشفى خاص بجامعة كاليفورنيا في سان فرانسيسكو (UCSF). يستضيف ميشين باي المركز الطبي لجامعة UCSF، ومعهد كاليفورنيا للطب التجديدي، ومعهد كاليفورنيا للعلوم البيولوجية الكمية، ومعاهد غلادستون، بالإضافة إلى أكثر من 40 شركة لعلوم الحياة تابعة للقطاع الخاص.

## تاريخ
وصل الهنود الأمريكيون إلى منطقة سان فرانسيسكو حوالي 3000 سنة ق م. ولما وصل الأوربيين كان يسكنها قبيلة «ييلامو»، تنتمي إلى شعب الأولون (وأيضا يسمى «كوستانوئي».) كان أكثر قراهم الصغيرة على شرق المدينة الحاضرة، في ما أصبحت حي «ميشن».
في 28 مارس 1776 وصل جنود إسبانيون من مكسيك تحت رئاسة هوان باوتيستا دي أنزا، وأسست في المنطقة قلعة بريسيديو في شمال المدينة الحاضر ومركزًا للدعوى المسيحية في شرقها (حي «الميشن» الحاضر.) مات كثير الهنود الأمريكيون من الأمراض التي جاءت مع الجنود. في 1822 أُسست قرية مسمى «ييربا بوينا» (معناها «حشيش طيب») لسبب كثرة نوع من النعنع في المكان. خلال الحرب المكسيكية الأمريكية احتلها سفن أمريكية تحت قيادة جون سلوت في 1846. سماها الأمريكيون «سان فرانسيسكو» في 30 يناير 1847
في بداية 1848 اكتشف الذهب في شمال كاليفورنيا، فدخلها آلاف الأمريكيين يتطلبون الأموال، وآلاف الصينيين يتطلبون العمل. في يناير 1848 كان عدد سكان سان فرانسيسكو حوالي 1000. في ديسمبر 1849 كان 25000. أصبحت سان فرانسيسكو مركزا للتجارة يأتيها المعدّنون من أنحاء أخرى، وأُسست شركات مشهورة مثل ليفي ستراوس لسروال الجينز.
في 18 أبريل 1906 حدث زلزال عظيم (درجات 8.25 على مقياس ريختر)، وسبب حريق دمار مات فيه حوالي 3000 شخص. على الرغم من ذلك أعيد بناء المدينة، وفي 1915 وقع فيها معرض باناما والمحيط الهادئ.

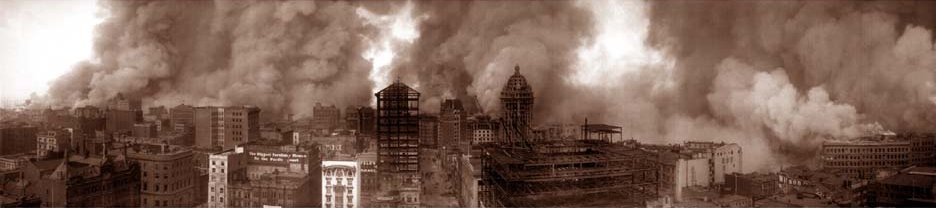
الخراب يعم سان فرانسيسكو اثر زلزال وحرائق عام 1906

فتح جسر الخليج (بين سان فرانسيسكو وأوكلاند) في 1936 وجسر البوابة الذهبية (بين سان فرانسيسكو ودائرة مارين) في 1937. في الحرب العالمية الثانية كانت أهم الثغور الأمريكية للحرب في المحيط الهادئ، وتأسسا فيها الأمم المتحدة في 1945.
أصبح سان فرانسيسكو مركزًا لحركة الهببي ضد التقاليد الأمريكية في الستينات التي بدأت مع ما يعرف باسم صيف الحب، كما كانت مركز حركة البيتنيك الأدبية في الخمسينات. ودخلها كثير من المثليين الجنسيين من شتى أنحاء أمريكا لسبب اشتهار ليبيراليتها، وكانوا من منشئي حركة «تحرير المثلية الجنسية». في السبعينات سكنوا حي «كاسترو» في وسط المدينة تعتبر من أكبر مراكز المثلية الجنسية في أمريكا. نسبة المثلية الجنسية في سان فرانسيسكو الآن حوالي 15%.
في الثمانينات ارتفع عدد المشردين في المدينة، ولا تزال هذه مشكلة فيها. في التسعينات أصبحت مركزا للأعمال الإلكترونية ولما سميت عصر «دوت-كوم» (dot.com)، لكن فشل كثير من هذه الأعمال لما انتهى هذا العصر في 2001.

## جغرافيا
تقع سان فرانسيسكو قرب صدع سان أندرياس، وسبب ذلك زلازل عديدة، منهم زلازل 1851، 1858، 1865، 1868، 1906، 1957، و1989. في سان فرانسيسكو تلال عديدة، أعلاها جبل ديفدسون (330 م). حد المدينة الشمالي المحيط الهادئ، وحدها الشرقي خليج سان فرانسيسكو. حدها الشمالي هي مياه مدخل الخليج الضيق. على الجنوب تقع مدينة ديلي سيتي على شبه جزيرة سان فرانسيسكو.
تتنوع الأحياء في سان فرانسيسكو. في وسط المدينة الحي المالي، وهو مركز لمصارف كاليفورنيا. الحي الصيني أيضا في وسط المدينة، والحي الياباني أصغر، لكن أكثر الآسيويين يسكنون الآن في الأحياء الغربية. حي كاسترو يعتبر حي المثليين من كلى الجنسين وعلى شوارعه علم قوس القزح الذي يرمز لتحرير المثليين. في الجنوب الشرقي يقع حي «ميشن» الذي يعتبر الحي المكسيكي. على الشاطئ جنوبا حي «هنترز بوينت»، شرق المدينة حي «هييت» وكان حي «الهيبي» في الستينات. التلال الشمالية مسكونة وفيها بيوت غالية، والتلال الجنوبية (مثل «توين بيكس») فيها حدائق عمومية.
ومن ضمن معالم المدينة الشهيرة سجن الكتراز الذي يوجد في جزيرة حصينة في خليج سان فرانسيسكو، في هذا السجن قضى مشاهير المجرمين عقوبتهم فيه، وقد تم تصوير عدد من الأفلام الشهيرة في هذا السجن.

## سياسة
إن سان فرانسيسكو هي مدينة ودائرة في ولاية كاليفورنيا، ومن الناحية الإدارية تتكون من مدينة سان فرانسييسكو نفسها ومن جزر فارالون على بعد 32 كيلومتر منها في المحيط الهادئ. يحكمها عمدة ومجلس مراقبين يتكون من 11 مراقب. وعمدتها الحالي هو إدوين لي، ورئيس مجلس المراقبين هو آرون بسكن.
تعتبر سان فرانسيسكو مدينة ليبرالية ويسارية أكثر من معظم مدن الولايات المتحدة. في الانتخابات الرئاسية في 2004، اختار 54.4% من المنتخبين جون كيري و44.4% اختاروا جورج بوش.
وفيها مقر ومركز محكمة كاليفورنيا العليا

## أعلام
من أعلام سان فرانسيسكو غوردن مور (مؤسس شركة إنتل) والكاتب جاك لندن والشاعر روبرت فروست والإمبراطور نورتون.

## تعليم
- المناطق التعليمية الموحدة بسان فرانسيسكو

## النقل
مترو البارت يشكل العمود الفقري للانتقال بين سان فرانسيسكو والمدن المجاورة جنوب وشرقي الخليج، ويربطها مع مطار سان فرانسيسكو الدولي.

## معرض صور

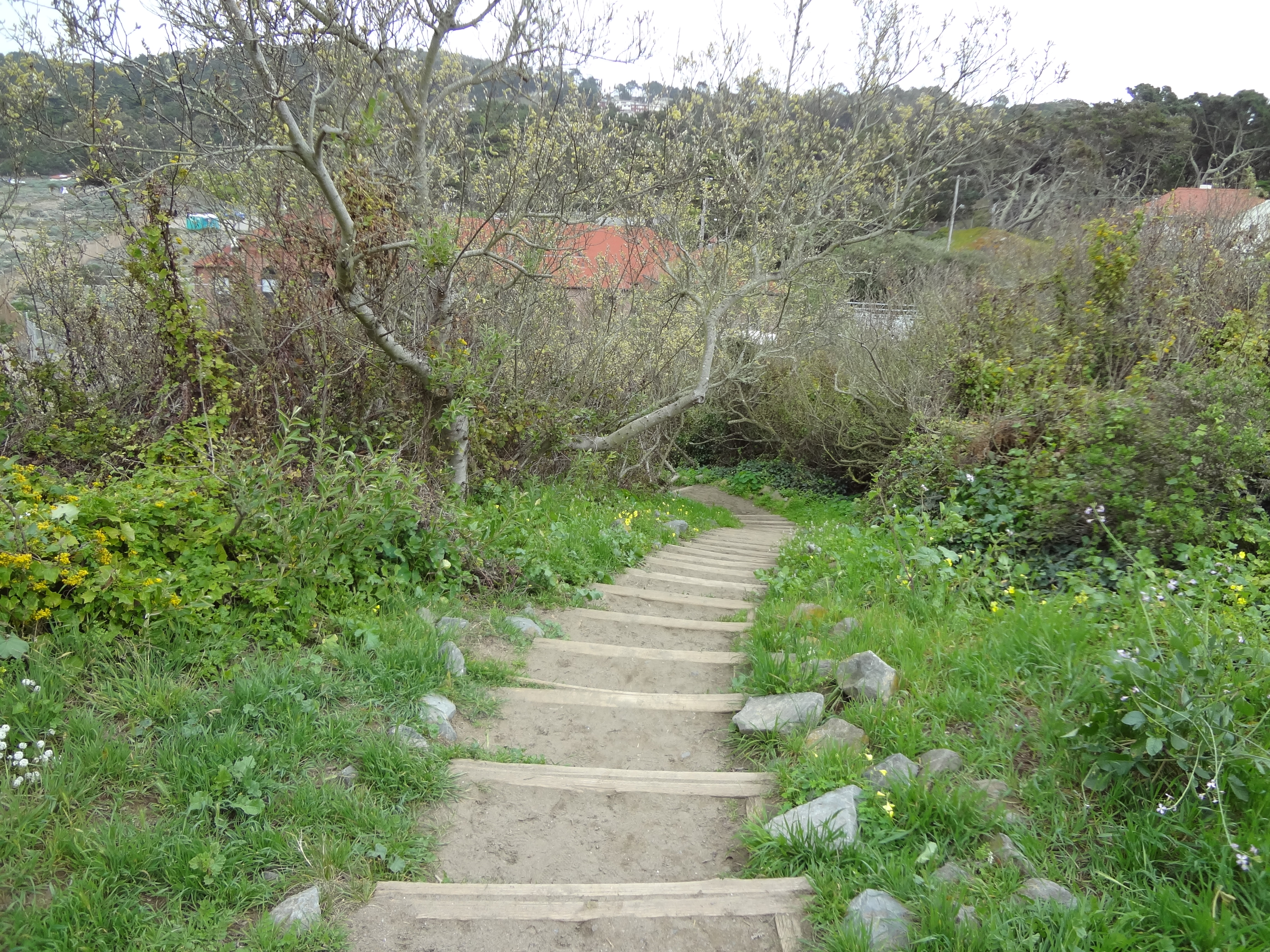
السلم المؤدي لشاطئ باكر من أكبر الشواطئ على المحيط الهادي
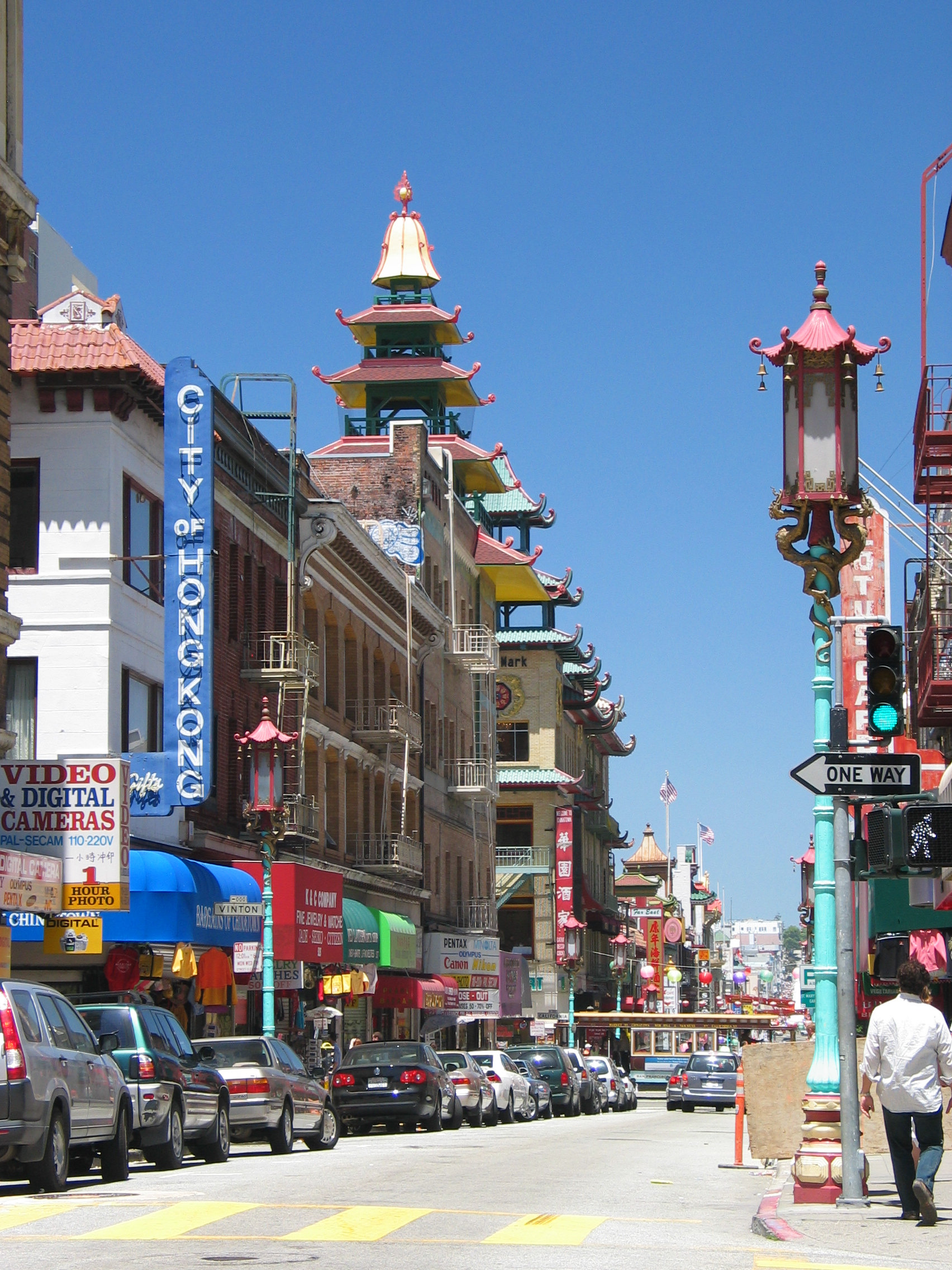
الحي الصيني في المدينة
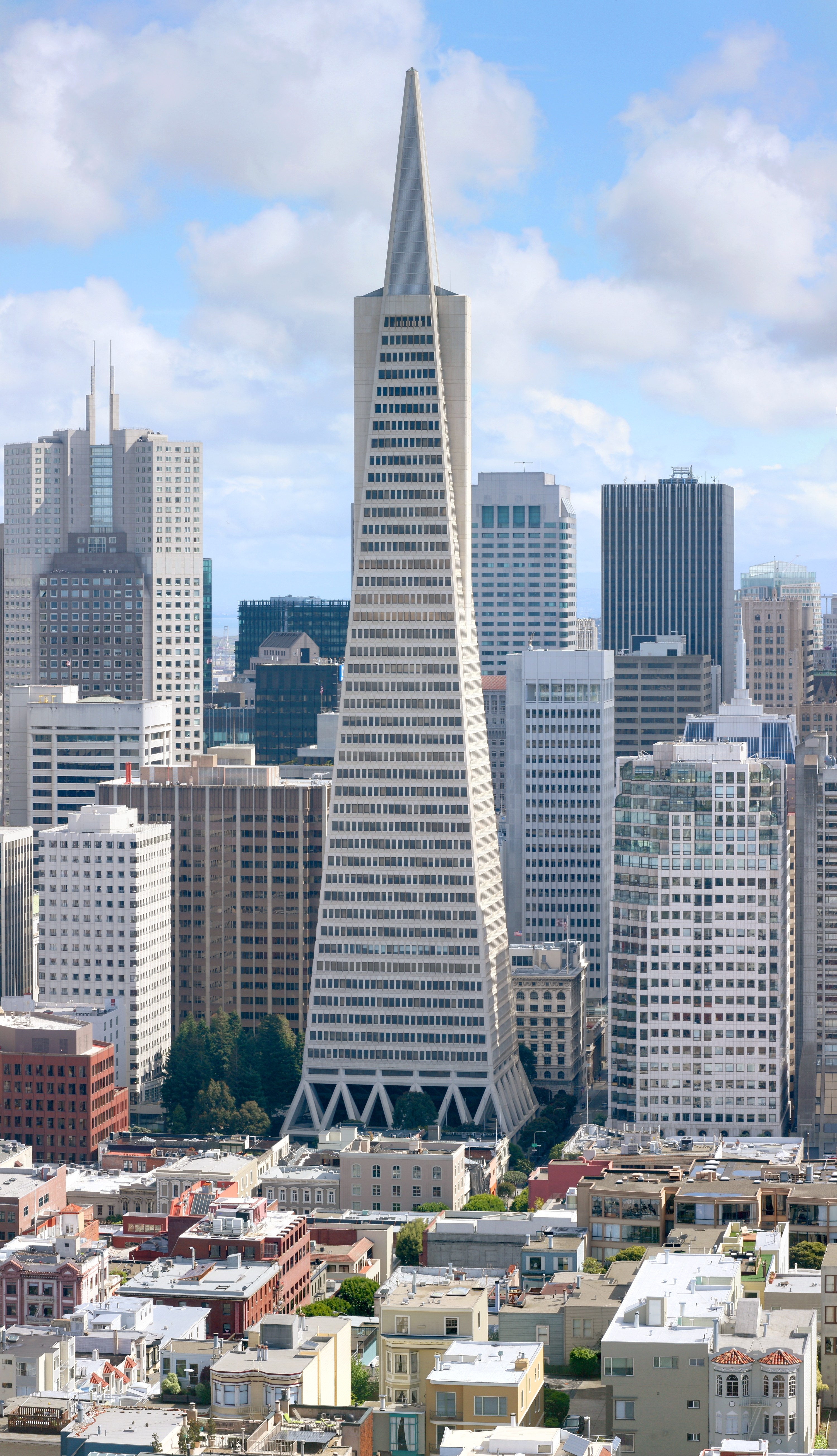
ترانس-أمريكا بيراميد
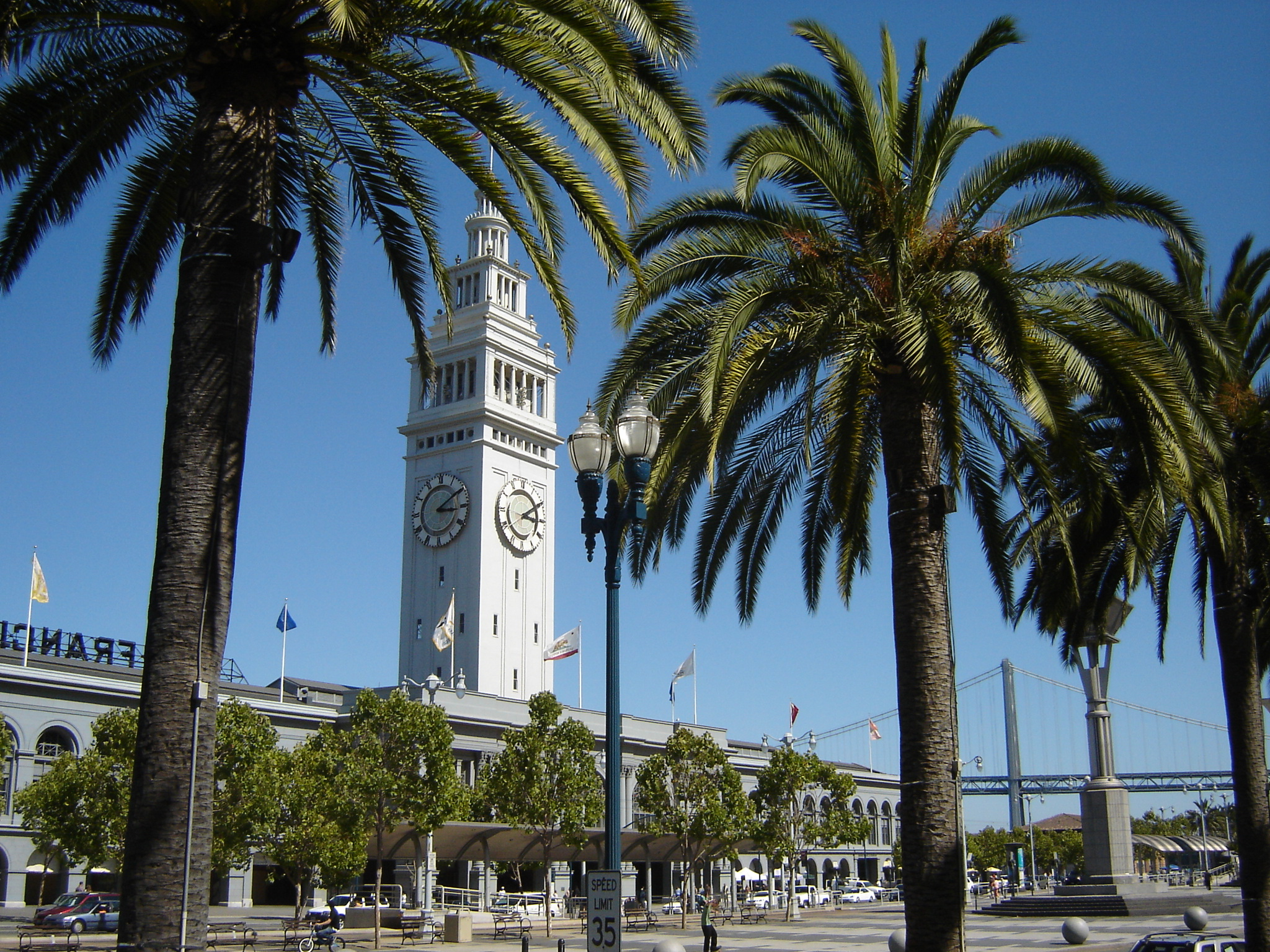
مبنى العبّارة
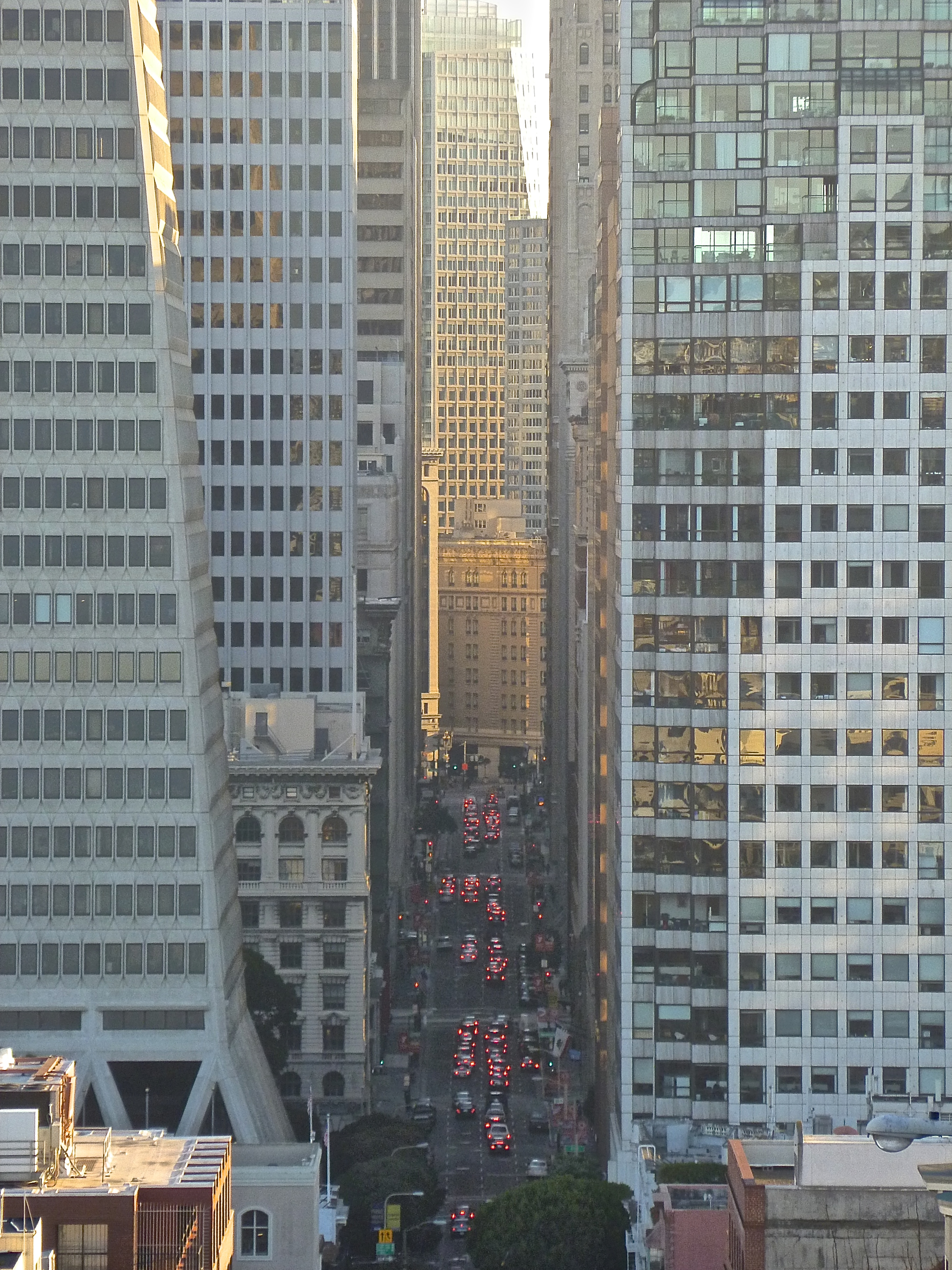
المنطقة المالية
برج كويت
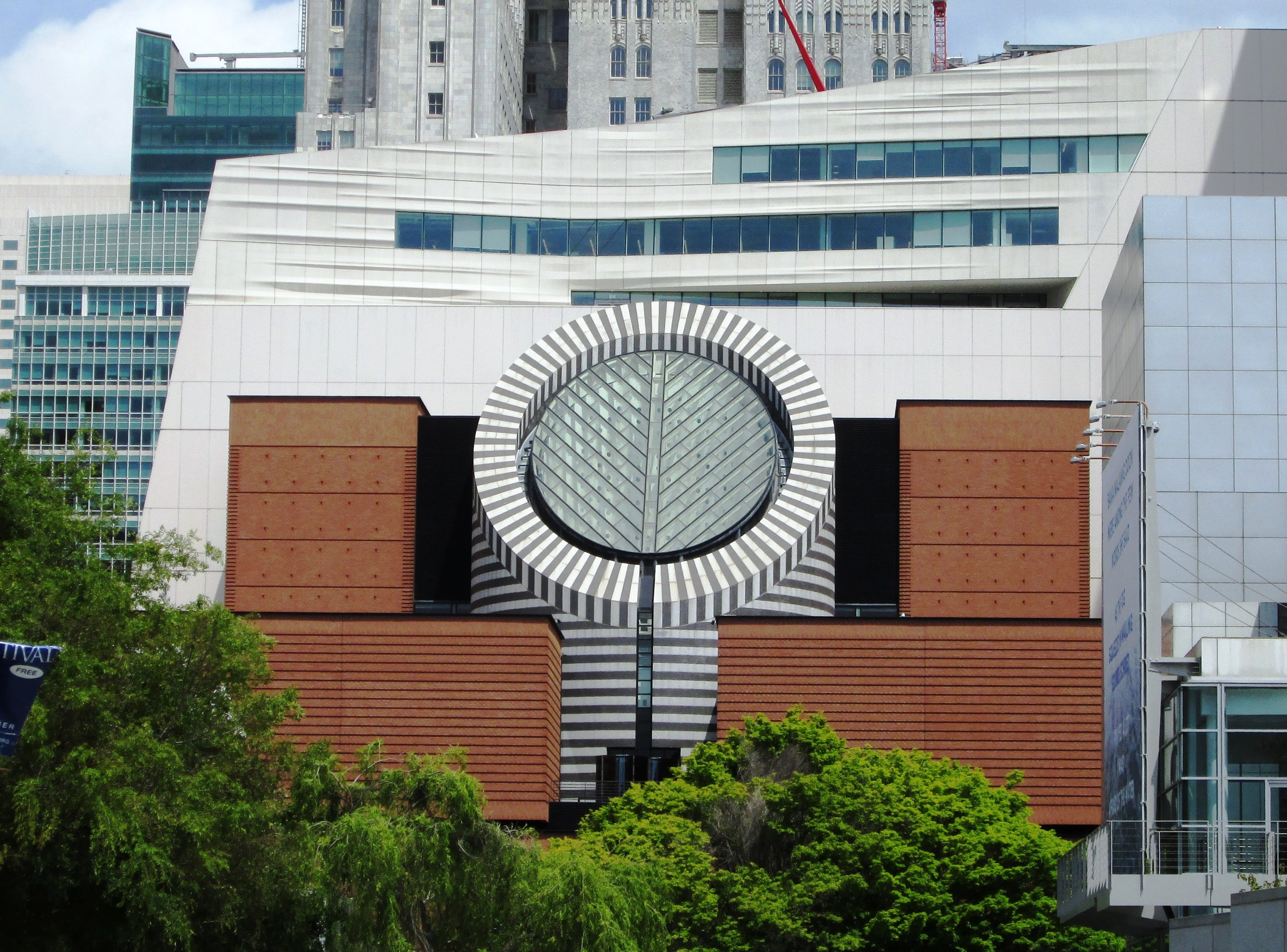
متحف سان فرانسيسكو للفن الحديث

## اقرأ أيضا
- مركز مدينة سان فرانسيسكو
- شارع لومبارد (سان فرانسيسكو)

## وصلات خارجية
- سان فرانسيسكو (بالإنجليزية)